# Tweede Kamerverkiezingen 2003/Kandidatenlijst/LPF
De kandidatenlijst voor de Tweede Kamerverkiezingen 2003 van de LPF is als volgt:

## De lijst
- vet: verkozen
- schuin: voorkeurdrempel overschreden

1. Mat Herben - 475.470 stemmen
2. Joost Eerdmans - 6.918
3. Margot Kraneveldt - 4.189
4. Gerard van As - 1.824
5. João Varela - 16.017
6. Wien van den Brink - 8.677
7. Max Hermans - 1.338
8. Gonny Koster[1][2] - 1.005
9. Vic Bonke - 374
10. Olaf Stuger[2] - 225
11. Laetitia Simonis - 515
12. Harry Smulders - 757
13. Frits Palm - 358
14. Marcel Teeuw - 477
15. Jan Odink - 306
16. Sven Spaargaren - 264
17. Jaco van Duijn - 160
18. Ton Alblas - 189
19. Marjan van Lambalgen-Van Overeem - 198
20. Richard van der Wal - 345
21. Harry Maronier - 246
22. Khee Liang Phoa - 432
23. Elise Boot - 282
24. Pierre Seeverens - 1.020
25. Rick Tersmette - 53
26. Peter Sassen - 186
27. Hans Aniba - 38
28. Bert Herfkens - 174
29. Jan van Ruiten - 250
30. Rob Hessing - 375
31. Olof Wullink - 2.933
32. Hilbrand Nawijn - 21.209
33. Ed Maas - 725
34. Oscar Hammerstein - 920
35. Ruud Both - 168
36. Ton van Dillen - 99
37. Johan van Eijck - 162
38. André de Jong - 342
39. Patrick van der Veld - 177
40. Jim Janssen van Raaij - 578

2002 · 2003 · 2006
CDA · LPF · VVD · PvdA · GroenLinks · SP · D66 · ChristenUnie · SGP · Leefbaar Nederland · DeConservatieven.nl · NCPN · Duurzaam Nederland · PvdT · Partij voor de Dieren · Lijst 16 · Vooruitstrevende Integratie Partij · AVD · Lijst Veldhoen